# Castelo Gilbertfield

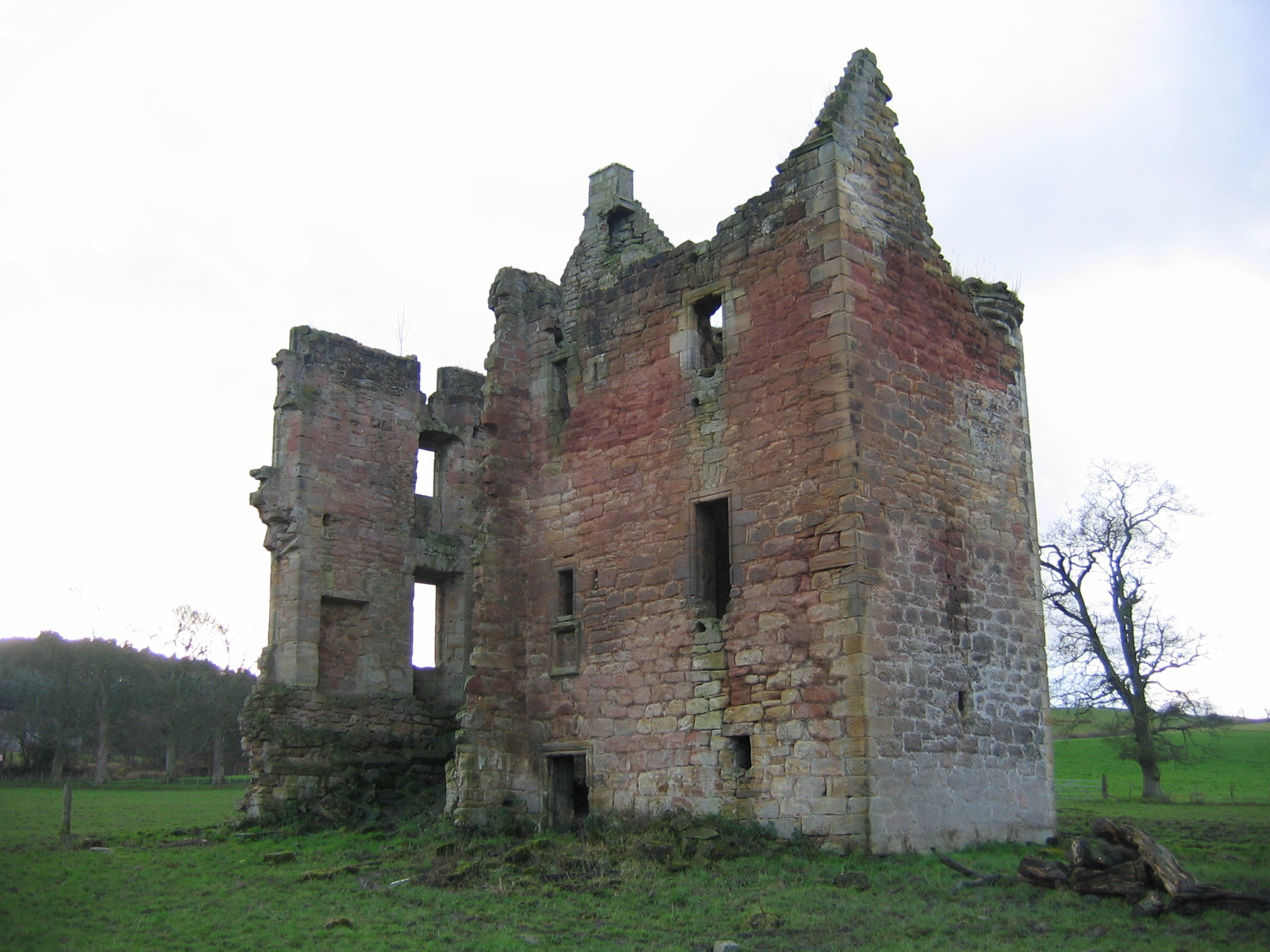
Castelo Gilbertfield, Escócia

O Castelo Gilbertfield (em inglês:  Gilbertfield Castle) é um castelo do século XVII atualmente em ruínas localizado em Cambuslang, South Lanarkshire, Escócia.

## História
Existe uma pedra com a data '1607'.
Encontra-se classificado na categoria "B" do "listed building" desde 12 de janeiro de 1971.